# Донецкое (Донецкая область)
Донецкое (укр. Донецьке) — посёлок в Николаевской городской общине Краматорского района Донецкой области Украины.

## История
В январе 1989 года численность населения составляла 630 человек.
По состоянию на 1 января 2013 года численность населения составляла 640 человек.